# مقاطعة بايك (بنسلفانيا)
مقاطعة بايك (بالإنجليزية: Pike County, Pennsylvania)‏ هي إحدى مقاطعات ولاية بنسلفانيا في الولايات المتحدة. بلغ عدد سكانها 57369 نسمة في عام 2010 حسب إحصاء مكتب تعداد الولايات المتحدة.

## أعلام
- هاريس ريان

## وصلات خارجية
- www.pikepa.org